# RAF Faldingworth
RAF Faldingworth – jest byłą bazą Royal Air Force zlokalizowaną koło wioski Faldingworth w hr. Lincolnshire. 

## Historia bazy
Została ona zbudowana w ramach projektu rozwoju lotnictwa RAF i weszła do służby w lipcu 1943 jako lotnisko zapasowe dla bazy RAF Lindholme, a następnie RAF Ludford Magna. 
Od  1 marca 1944 baza była miejscem stacjonowania dywizjonu 300, skąd wykonywał operacje bombowe. 
Od 29 stycznia 1945 baza została przekazana w gestię PSP, stając się PAF Station Faldingworth (Bazą Polskich Sił Powietrznych Faldingworth). Dywizjon 305 przybył do bazy 15 października 1946. Oba dywizjony zostały rozformowane z początkiem stycznia 1947 . 
Po wojnie od 1950 baza służyła do przechowywania broni nuklearnej dla bombowców oraz dla okrętów podwodnych . W 1972 bazę zlikwidowano przekształcając ją w pola uprawne.

## Upamiętnienie
Na końcu jednego z pasów startowych jest pomnik upamiętniający lotników dywizjonu 300, którzy startując z tego lotniska nie wrócli z akcji. 

## Zobacz
- Bazy RAF używane przez PSP